# Camerata Brasileira
Camerata Brasileira é um conjunto musical instrumental brasileiro que trabalha com elementos de samba, jazz e ritmos brasileiros. Formado em 2002 pelo bandolinista Rafael Ferrari e pelo violonista Moysés Lopes. Hoje é composta por Rodrigo Siervo nos sopros, Moysés Lopes no violão e live eletronics, Alexandre Fritzen no piano e teclados e Gabriel Nunes no contrabaixo.

## Discografia

### Álbuns de estúdio
Deixa Assim (2005)
Noves Fora (2007)

### Álbuns ao vivo
Instrumental RS (2011)
Ao vivo no Música de PoA (2013)

## Prêmios e indicações

### Prêmio Açorianos
| Ano  | Categoria                         | Indicação           | Resultado |
| ---- | --------------------------------- | ------------------- | --------- |
| 2007 | Compositor de Música Instrumental | Camerata Brasileira | Venceu    |
| 2007 | Disco de Música Instrumental      | Noves Fora          | Indicado  |